# 픽고
픽고는 우리 주변에서 볼 수 있는 다양한 성격을 가진 사람들의 특징들을 담아내는 웹 드라마 콘텐츠이다. 주로 20대의 사랑, 우정 등을 현실적으로 담아낸다.

## 에피소드[1]
| 회차 | 업로드일자       | 제목                               | 러닝타임 | 조회수    |
| ---- | ---------------- | ---------------------------------- | -------- | --------- |
| 1회  | 2021년 5월 15일  | 자존감 낮은 연애 특징              | 8:24     | 1,996,874 |
| 2회  | 2021년 5월 23일  | 남친의 여사친 여우짓 특징          | 5:55     | 1,012,473 |
| 3회  | 2021년 5월 29일  | 남사친 밖에 없는 여자 특징         | 6:31     | 1,561,340 |
| 4회  | 2021년 6월 5일   | 회피형 연애 특징                   | 6:45     | 880,770   |
| 5회  | 2021년 6월 19일  | 부정적으로 말하는 친구 특징        | 5:50     | 965,368   |
| 6회  | 2021년 6월 26일  | 나한테 돈 안쓰는 남친 특징         | 6:25     | 960,089   |
| 7회  | 2021년 7월 3일   | 환승일까? 아닐까?                  | 6:17     | 857,037   |
| 8회  | 2021년 7월 10일  | 술자리 남자 여우짓 특징            | 8:52     | 1,619,826 |
| 9회  | 2021년 7월 17일  | 헤어지고 먼저 연락하는 사람 특징   | 6:33     | 847,766   |
| 10회 | 2021년7월 24일   | 어장관리하는 남자 특징             | 6:07     | 946,143   |
| 11회 | 2021년 7월 31일  | 가스라이팅 하는 여자 특징          | 5:53     | 1,673,500 |
| 12회 | 2021년 8월 7일   | 착한데 개노잼인 사람 특징          | 5:47     | 816,341   |
| 13회 | 2021년 8월 14일  | 숨 막히는 배려 특징                | 6:24     | 1,317,232 |
| 14회 | 2021년 8월 21일  | 혼자 썸 타는 애들 특징             | 5:13     | 823,103   |
| 15회 | 2021년 8월 28일  | 여자가 착각하게 되는 남자의 행동   | 4:46     | 721,506   |
| 16회 | 2021년 9월 4일   | 숨 막히는 연애 특징                | 6:29     | 549,808   |
| 17회 | 2021년 9월 25일  | 유사연애로 자존감 채우는 사람 특징 | 8:44     | 1,357,697 |
| 18회 | 2021년 10월 2일  | 자의식 과잉 특징                   | 8:07     | 1,233,329 |
| 19회 | 2021년 10월 9일  | 남자가 여자한테 심쿵 할 때         | 7:07     | 886,173   |
| 20회 | 2021년 10월 16일 | 연인 사이에 자주하는 거짓말 특징   | 9:00     | 1,117,948 |
| 21회 | 2021년 10월 23일 | 게으른 완벽주의자 특징             | 5:53     | 1,128,398 |
| 22회 | 2021년 10월 30일 | 남 눈치 안 보는 애들 특징          | 7:34     | 1,250,027 |
| 23회 | 2021년 11월 6일  | 인간관계에서 현타 오는 순간        | 10:33    | 1,502,969 |
| 24회 | 2021년 11월 13일 | 공감능력 과잉                      | 10:15    | 692,427   |
| 25회 | 2021년 11월 20일 | 아싸인 척하는 인싸들               | 10:24    | 3,275,998 |
| 26회 | 2021년 11월 27일 | 힘들 때만 연락하는 친구 특징       | 9:03     | 783,721   |
| 27회 | 2021년 12월 4일  | 흙수저 특징                        | 9:33     | 2,600,159 |
| 28회 | 2021년 12월 11일 | 수능 끝난 고3 특징                 | 13:41    | 782,331   |
| 29회 | 2021년 12월 18일 | 낯 가리는 사람 특징                | 9:22     | 1,253,729 |
| 30회 | 2021년 12월 25일 | 자기중심적인 사람 특징             | 8:02     | 1,433,158 |
| 31회 | 2022년 1월 1일   | 극한의 효율충                      | 8:05     | 965,501   |
| 32회 | 2022년 1월 8일   | 인간미 없는 사람 특징              | 6:31     | 877,043   |
| 33회 | 2022년 1월 15일  | 의존적인 사람 특징                 | 9:17     | 1,039,280 |
| 34회 | 2022년 1월 22일  | 흙수저 콤플렉스                    | 9:40     | 1,062,628 |
| 35회 | 2022년 2월 5일   | 남자한테 사랑 받는 여자 특징       | 9:22     | 1,337,558 |
| 36회 | 2022년 2월 12일  | 스타트업 인턴 특징                 | 15:32    | 1,158,414 |
| 37회 | 2022년 2월 19일  | 자기 말이 다 맞는 사람 특징        | 11:29    | 1,050215  |
| 38회 | 2022년 2월 26일  | 돈 걱정 없이 산 사람 특징          | 9:14     | 2,715,153 |
| 39회 | 2022년 3월 5일   | 진지한 사람 특징                   | 9:07     | 589,206   |
| 40회 | 2022년 3월 12일  | 친한 친구 없는 사람 특징           | 8:53     | 1,389,267 |
| 41회 | 2022년 3월 26일  | 매력 없는 사람 특징                | 8:26     | 2,602,859 |
| 42회 | 2022년 4월 2일   | 만만한 사람 특징                   | 9:10     | 1,519,048 |
| 43회 | 2022년 4월 9일   | 안달나게 하는 여자 특징            | 7:36     | 1,354,058 |
| 44회 | 2022년 4월 16일  | 과잉보호 받고 자란 사람 특징       | 7:52     | 1,742,207 |
| 45회 | 2022년 4월 23일  | 사랑하진 않는 연애 특징            | 7:03     | 1,079,101 |
| 46회 | 2022년 4월 30일  | 손절하게 만드는 사람 특징          | 9:06     | 1,635,904 |
| 47회 | 2022년 5월 7일   | 떠나게 만드는 사람 특징            | 7:32     | 965,431   |
| 48회 | 2022년 5월 21일  | 무책임한 사람 특징                 | 7:20     | 695,440   |
| 49회 | 2022년 5월 28일  | 클럽에서 만난 사람 특징            | 7:45     | 1,183,552 |
| 50회 | 2022년 6월 4일   | 개인주의자 애인 특                 | 8:41     | 684,844   |

## 등장인물
| 배우   | 캐릭터 | 소개 |
| ------ | ------ | --- |
| 박은우 | 박소현 | 자신이 원하는 걸 죽어도 말 안 하는 프로 배려녀. 특히 남자친구인 정우의 눈치를 많이 보며, 을의 연애를 자처하고 있다. |
| 이충곤 | 이정우 | 갈등을 싫어하는 지독한 회피형. 돈은 없지만 친구들과 술자리는 꼬박 꼬박 참석한다.                                    |
| 정구현 | 윤민아 | 주변에 남사친밖에 없는 여왕벌. 가끔씩 주변 남사친들을 헷갈리게 하는 행동을 한다.                                    |
| 정용주 | 송우식 | 친구들의 연애상담을 잘 해주지만 정작 본인은 연애고자. 무던한 성격을 가지고 있다.                                    |
| 이지원 | 이나은 | 여리여리한 외모와 상반된 성격을 가진 집착녀. 사귀는 남자친구에게 가스라이팅한다.                                    |
| 한승민 | 권혁   | 친절한 성격을 가진 어장관리남. 주변 여자들에게 흘리고 다닌다는 오해를 받는다.                                       |
| 정건운 | 김현수 | 모든 일에 최선을 다하는 노잼충. 진지한 성격 탓에 친구들의 무시를 받는다.                                            |
| 추원희 | 윤희원 | 엉뚱한 행동으로 주변을 당황시키는 4차원. 의도치 않은 발언으로 가끔씩 사람들로부터 오해를 받는다.                    |
| 이의연 | 송연희 | 옷깃만 스쳐도 사랑에 빠지는 금사빠. 트루 러브 찾는 과정에서 남자들에게 상처를 받는다.                               |
| 안세원 | 하성실 | 친구들이 인정하는 지독한 사랑꾼. 여자친구의 무리한 사랑 요구에 가끔씩 피로감을 느낀다.                              |
| 김혜주 | 안유진 | 넉넉한 가정형편에 부족함 없이 자란 대학생. 연상의 남자친구가 있다.                                                  |
| 정유현 | 전보라 | 가난한 가정 환경이지만 씩씩하게 사는 대학생. 아르바이트와 학업을 병행하느라 지쳐있다.                               |
| 김형원 | 임우영 | 낯가림이 심해 사람들 눈을 잘 못 쳐다보는 파워 내향인. 종종 조용히 혼자 사색을 즐긴다.                               |

## 제작정보
고낙균 : 1994. 5. 10 출생. 서울예술대학교 영화과 졸업. 2019. 10. 11 픽고 제작.
"우리 콘텐츠에는 세상을 살아가는 모든 유형의 사람이 담겼으면 좋겠다"
"특별하고 잘난 사람들이 아니라 평범하게 살아가는 현실 속 사람들이 멋지고 아름답게 보이길 바랐다."
"우리는 좋은 스토리로 승부하면서 우리만의 지식재산권을 늘려갈 것"
이민지: 1995. 1. 14 출생. 픽고(프로듀서) 